# Маріо Бліжняк
Маріо Бліжняк (словац. Mário Bližňák; 6 березня 1987, м. Тренчин, ЧССР) — словацький хокеїст, центральний нападник. Виступає за «Слован» (Братислава) у Континентальній хокейній лізі.
Вихованець хокейної школи ХК «Дубниця». Виступав за ХК «Дубниця», «Ванкувер Джаєнтс» (ЗХЛ), «Манітоба Мус» (АХЛ), «Ванкувер Канакс», «Спарта» (Прага).
В чемпіонатах НХЛ — 6 матчів (1+0). У чемпіонатах Словаччини — 19 матчів (0+0). У чемпіонатах Чехії — 52 матчі (11+18), у плей-оф — 5 матчів (3+2).
У складі національної збірної Словаччини провів 25 матчів (1 гол); учасник чемпіонату світу 2012 (10 матчів, 0+3). У складі молодіжної збірної Словаччини учасник чемпіонату світу 2007. У складі юніорської збірної Словаччини учасник чемпіонату світу 2005.
Досягнення
- Срібний призер чемпіонату світу (2012)
- Володар Меморіального кубка (2007).